# 馬修·羅塞特
馬修·羅塞特（法語：Matthieu Rosset；1990年5月26日—）是一位法國跳水運動員。他代表法國參加了2012年奧運會的男子單人3米板跳水比賽。他也參加歐洲跳水錦標賽的比賽。